# Mónaco en los Juegos Olímpicos de Atlanta 1996
Mónaco estuvo representado en los Juegos Olímpicos de Atlanta 1996 por tres deportistas, dos hombres y una mujer, que compitieron en tres deportes.
El portador de la bandera en la ceremonia de apertura fue el yudoca Thierry Vatrican. El equipo olímpico monegasco no obtuvo ninguna medalla en estos Juegos.